# Train Kept A-Rollin'
Train Kept A-Rollin' är en låt först inspelad av Tiny Bradshaw 1951 skriven av Tiny Bradshaw, Howard Kay och Lois Mann. 1956 gjorde gruppen Johnny Burnette and Rock and Roll Trio en cover på låten.

## The Yardbirds version
The Yardbirds gjorde en Garagerockcover på låten från deras album Having a Rave Up från 1965.

## Led Zeppelins version
Låten var den första låten Led Zeppelin spelade tillsammans. Låten spelades mycket på deras konserer med släpptes aldrig på ett Studioalbum.

## Aerosmiths version
Aerosmith gjorde en cover på låten utgiven som deras andra singel från deras album Get Your Wings från 1974. Bandet har spelat låten live med Guns N' Roses 1992 och med Page And Plant 1995. Den här versionen finns även med i Guitar Hero: Aerosmith.